# Hibiscus bojerianus
Hibiscus bojerianus är en malvaväxtart som beskrevs av Henri Ernest Baillon. Hibiscus bojerianus ingår i Hibiskussläktet som ingår i familjen malvaväxter. Inga underarter finns listade i Catalogue of Life.